# Tyrlaching
Tyrlaching är en kommun och ort i Landkreis Altötting i Regierungsbezirk Oberbayern i förbundslandet Bayern i Tyskland.
Kommunen ingår i kommunalförbundet Kirchweidach tillsammans med kommunerna Feichten an der Alz, Halsbach och Kirchweidach.